# Isla de Alcatraz

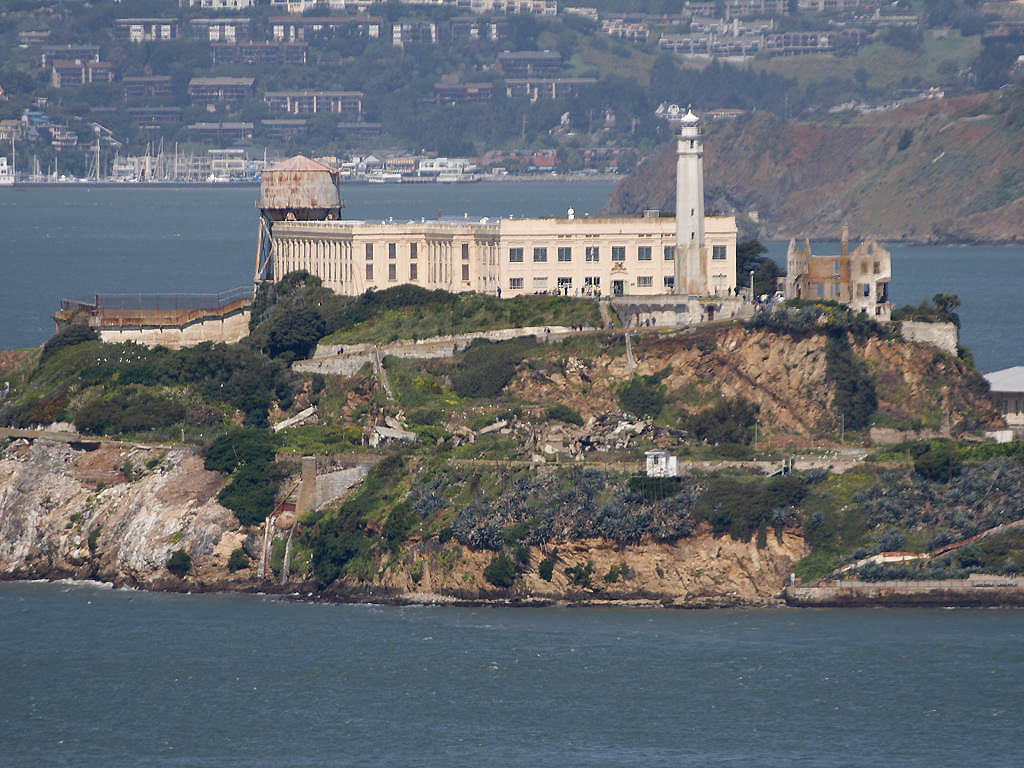
Isla y prisión de Alcatraz, con la bahía de San Francisco al fondo.

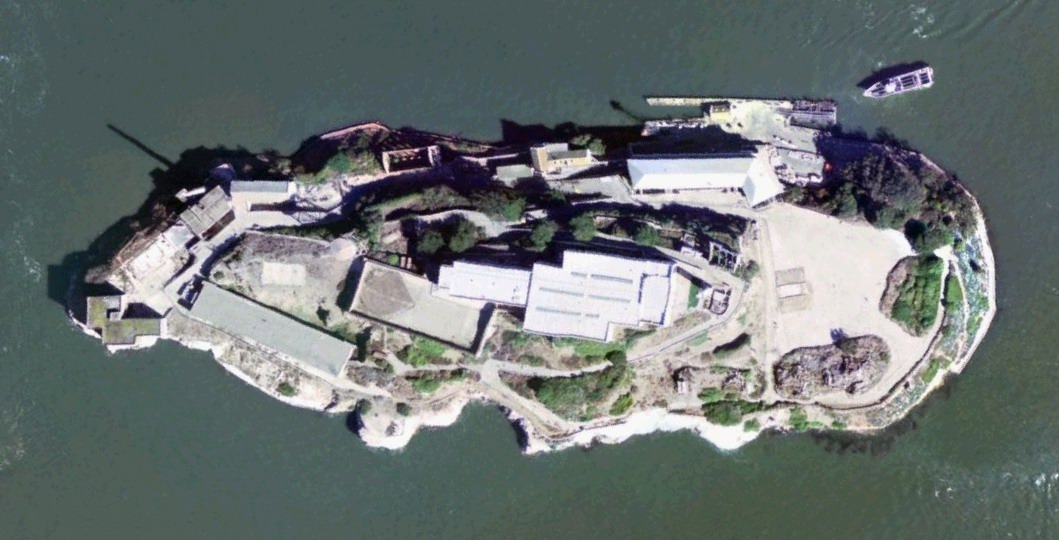
Imagen de satélite de la prisión de Alcatraz.

La isla de Alcatraz (en inglés: Alcatraz Island), informalmente llamada simplemente Alcatraz o, localmente, La Roca (The Rock), es una pequeña isla de 8,9 hectáreas ubicada en el centro de la bahía de San Francisco en California, Estados Unidos. En ella se encuentra el Faro de Alcatraz, y antiguamente sirvió como fortificación militar, como prisión militar y posteriormente como prisión federal hasta 1963. Se convirtió en parque nacional en 1972 y recibió las designaciones de Hito Histórico Nacional (National Historic Landmark) en 1976 y 1986.
Hoy en día, la isla es un sitio histórico administrado por el Servicio de Parques Nacionales como parte del Parque Nacional Golden Gate y está abierto para visitas. Los turistas pueden llegar a la isla por ferry desde el muelle 33, cerca de Fisherman's Wharf en San Francisco.

## Historia
La Oficina del Censo de los Estados Unidos define la isla como Bloque 1067, Bloque Grupo 1, Sección Censal 179.02 del condado de San Francisco, California. No existe población en la isla según el censo de 2000. En su momento fue una fortificación militar novohispana que cuidaba la entrada de la bahía de San Francisco.
En la isla se encuentra la ya abandonada prisión, el faro en funcionamiento más antiguo de la costa oeste de los Estados Unidos, las primeras fortificaciones militares, y características naturales como marismas, una colonia de aves marinas (en su mayoría gaviotas occidentales, cormoranes y garzas), y unas vistas únicas de la costa.

### Historia militar
La petición de Workman fue concedida con la condición de que construyera un faro en la isla. Tras ser concedido el control de la isla, Workman de inmediato otorgó la posesión de Alcatraz a su yerno, Francis Templo. Más tarde, John C. Frémont compró la isla por 5000 dólares en nombre del Gobierno de los Estados Unidos, que posteriormente arrebató el control de Frémont tras una batalla legal.

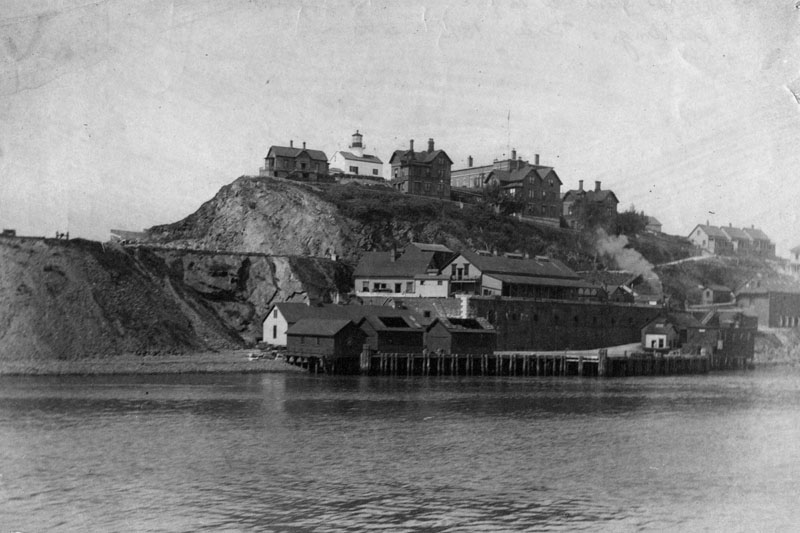
Alcatraz en 1895.

Tras la adquisición de California por parte de los Estados Unidos como resultado del Tratado de Guadalupe Hidalgo (1848) que puso fin a la guerra mexicano-estadounidense, y la aparición de la fiebre del oro de California el año siguiente, el Ejército de los Estados Unidos comenzó a estudiar la idoneidad de isla de Alcatraz para el emplazamiento de baterías costeras para proteger el acceso a la bahía de San Francisco. En 1853, bajo la dirección de Zealous B. Tower, el Cuerpo de Ingenieros comenzó a fortificar la isla, labor que continuó hasta 1858. La primera guarnición de la isla, 200 soldados, llegó a finales de ese año. Cuando estalló la guerra civil estadounidense en 1861, la isla montó 85 cañones (incrementando a 105 en 1866) en casamatas alrededor del perímetro, aunque el pequeño tamaño de la guarnición significaba que sólo una fracción de las armas podrían ser utilizadas al mismo tiempo. Alcatraz nunca abrió fuego, aunque durante la guerra se utilizó para encarcelar a los simpatizantes de los Estados Confederados de la costa oeste.
Después de la guerra en 1866 el ejército determinó que las fortificaciones y los cañones quedarían obsoletos con rapidez debido a los avances en tecnología militar.

### Historia de la prisión

#### Prisión federal
Los cuarteles disciplinarios de EE. UU de Alcatraz fueron adquiridos por el Departamento de Justicia de los Estados Unidos el 12 de octubre de 1933 y la isla se convirtió en una prisión de la Agencia Federal de Prisiones en agosto de 1934. Durante los 29 años que estuvo en uso, por la cárcel pasaron célebres criminales como Al Capone, Robert Franklin Stroud (el "Hombre Pájaro de Alcatraz"), Bumpy Johnson, Whitey Bulger y Alvin Karpis, quien pasó más tiempo en Alcatraz que cualquier otro recluso. También se le proporcionó vivienda al personal de la prisión y a sus familias.

#### Intentos de fuga

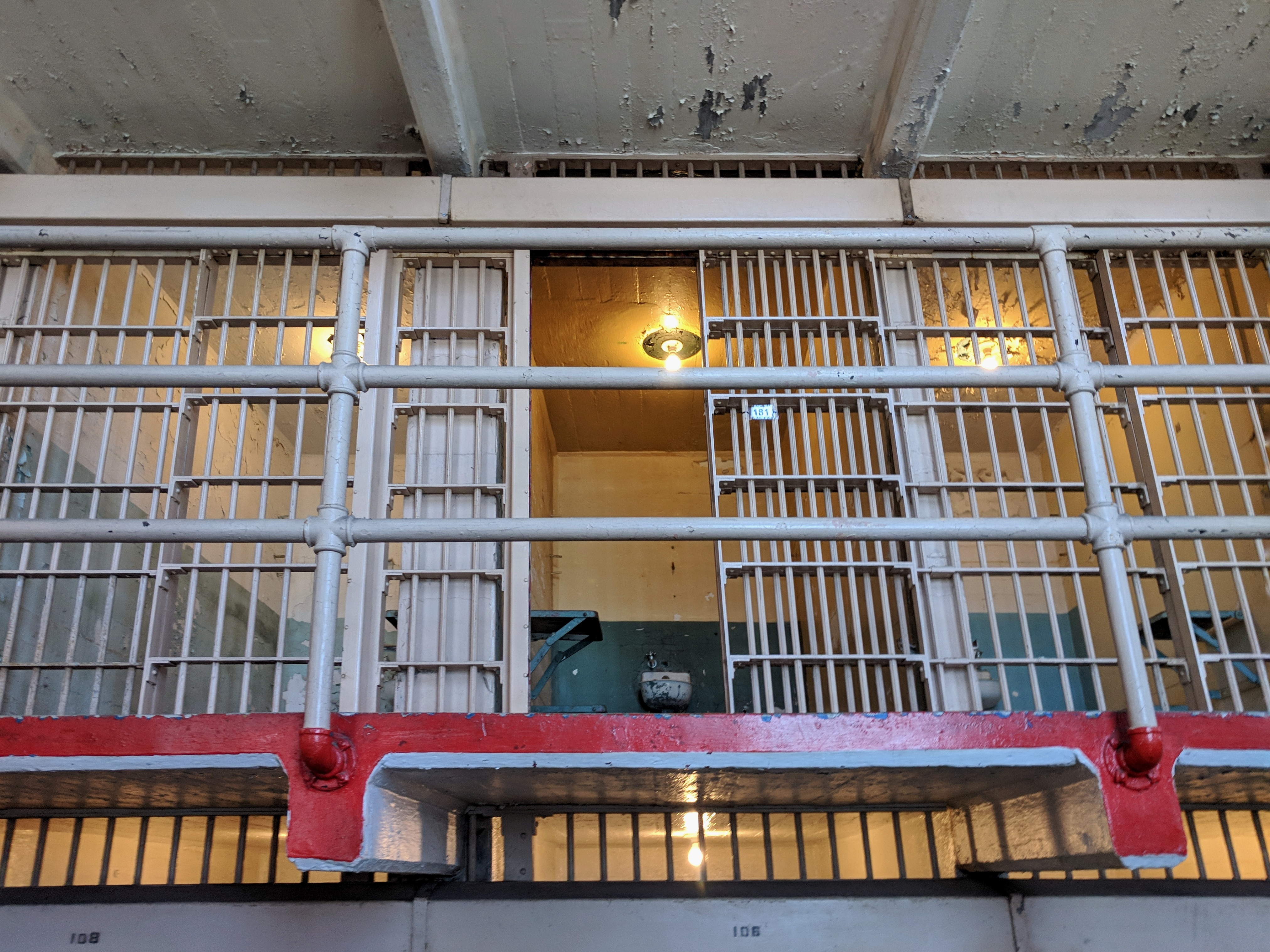
Celda 181 en Alcatraz, en la que estuvo preso Al Capone.

Durante sus 31 años de funcionamiento, la penitenciaría alegó que ningún preso escapó con éxito. 36 presos participaron en 14 intentos, nueve personas lo intentaron dos veces; siete murieron y dos se ahogaron. La escena más violenta se produjo el 2 de mayo de 1946, cuando un intento fallido de fuga de seis presos dio lugar a la denominada «Batalla de Alcatraz».

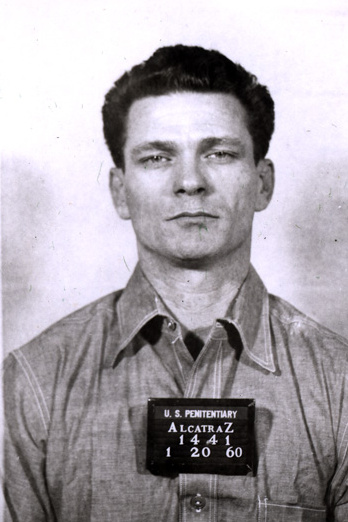
Frank Morris y los hermanos Anglin se fugaron de Alcatraz el 11 de junio de 1962 y nunca más se supo de ellos. Su hazaña se recrea en la película Fuga de Alcatraz (1979).

El 11 de junio de 1962, Frank Morris, John Anglin y Clarence Anglin llevaron a cabo con éxito una de las más complicadas fugas jamás concebidas. En la parte posterior de las celdas de los reclusos en el Bloque B (donde fueron internados los fugitivos) había un pasillo no vigilado de 0,91 metros de ancho. Los prisioneros cincelaron el hormigón dañado por la humedad de alrededor de un respiradero que conducía al pasillo, utilizando herramientas tales como una cuchara de metal soldada con plata de una moneda de diez centavos y un taladro eléctrico improvisado a partir de una aspiradora robada. El ruido era disimulado con el sonido del acordeón durante la hora de música, y el progreso de sus trabajos se ocultaba con falsas paredes de cartón que, en la oscuridad de las celdas, engañaba a los guardias.
El camino de la fuga conducía a través de un motor de ventilación; el ventilador y el motor habían sido eliminados y sustituidos por una rejilla de acero, dejando un hueco lo suficientemente grande como para que un preso pudiera subir. Robando una cuerda de carburo de silicio del taller de la prisión, los presos habían quitado los remaches de la rejilla y los sustituyeron por otros de imitación hechos de jabón. También robaron varios impermeables para usarlos como balsa en su huida. Dejaron en sus respectivas camas muñecos de papel maché a los que habían pegado cabello real de la peluquería de la prisión para despistar a los guardias, y se fugaron. La hipótesis fue que llegaron a la bahía de San Francisco a las 10 p. m.
La investigación oficial del FBI contó con la ayuda de otro preso, Allen West, que también formaba parte del grupo de los fugitivos pero finalmente se quedó. Se cree que pudo deberse a que no pudo abrir la rejilla de ventilación de su celda a tiempo o bien porque le pudo el temor. En cualquier caso, cuando West fue capaz de abrirlo, sus compañeros ya se habían marchado y con ellos la balsa, por lo que no tuvo más remedio que permanecer en su celda hasta el día siguiente, momento en el que se descubrió la ausencia de los presos. En la cercana isla Ángel  se encontraron objetos pertenecientes a los fugados y el informe oficial sostiene que los fugitivos se ahogaron al intentar llegar a tierra en las aguas frías de la bahía, pero nunca se encontraron sus cadáveres.

#### Presos famosos

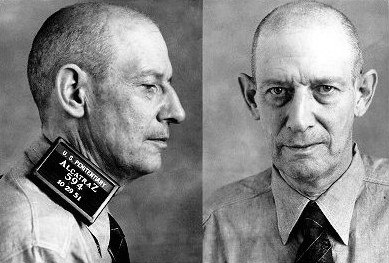
Robert Franklin Stroud, conocido como el "pajarero de Alcatraz".

Robert Stroud, más conocido por el público como el "pajarero de Alcatraz", fue trasladado a Alcatraz en 1923. Pasó los siguientes 17 años en la "Roca", seis de ellos en segregación en el bloque D y uno en el hospital de la cárcel. En 1959 fue trasladado al Centro Médico para Prisioneros Federales en Springfield, Misuri (MCFP Springfield).
Cuando llegó Al Capone a Alcatraz en 1934, los funcionarios de la prisión dejaron claro que no recibiría ningún tipo de trato preferencial. Mientras cumplía condena en Atlanta, el gánster aún controlaba la mayoría de sus negocios con la compra de los guardias. En su estancia en Alcatraz, fue preso de la tortura psicológica ocasionada por la regla de silencio en donde nadie hablaría a menos que un oficial  lo hiciera primero, dejando el lugar con una atmósfera inhumana y tortuoria. "Big Al" generó una increíble atención por parte de los medios aunque sólo permaneció allí durante cuatro años y medio antes de contraer sífilis terciaria y de ser ingresado en el hospital de la cárcel.
Machine Gun Kelly llegó el 4 de septiembre de 1934. En Alcatraz, Kelly alardeaba constantemente acerca de varios robos y asesinatos que nunca había cometido. A pesar de todo, el alcaide Johnson le consideraba un preso modelo. Kelly regresó a la prisión de Leavenworth en 1951.
James "Whitey" Bulger pasó 3 años en Alcatraz (1959-1962) cumpliendo condena por atraco a un banco. Allí se hizo íntimo amigo de Clarence Carnes, conocido como Choctaw Kid.
Victor Lustig fue condenado a 20 años en Alcatraz tras fugarse de la Cámara Federal de Detención de la ciudad de Nueva York. Estuvo allí hasta el 9 de marzo de 1947 y lo trasladaron al Centro Médico Federal para los reclusos en Springfield, Misuri, donde murió 2 días después.

## Tras el cierre de la prisión
Por decisión del fiscal general Robert F. Kennedy, la prisión fue cerrada el 21 de marzo de 1963, debido al alto coste de su funcionamiento en relación con otras cárceles —casi 10 dólares por preso al día, a diferencia de los 3 dólares por preso al día en Atlanta—. Además, medio siglo de saturación de las aguas saladas habían erosionado gravemente los edificios, y la bahía estaba siendo muy contaminada por las aguas residuales de los aproximadamente 250 reclusos y de las familias del personal de la prisión en la isla. La cárcel de Marion, Illinois, abrió sus puertas el mismo año y sirvió para reemplazar a Alcatraz. 

### Ocupación de nativos estadounidenses

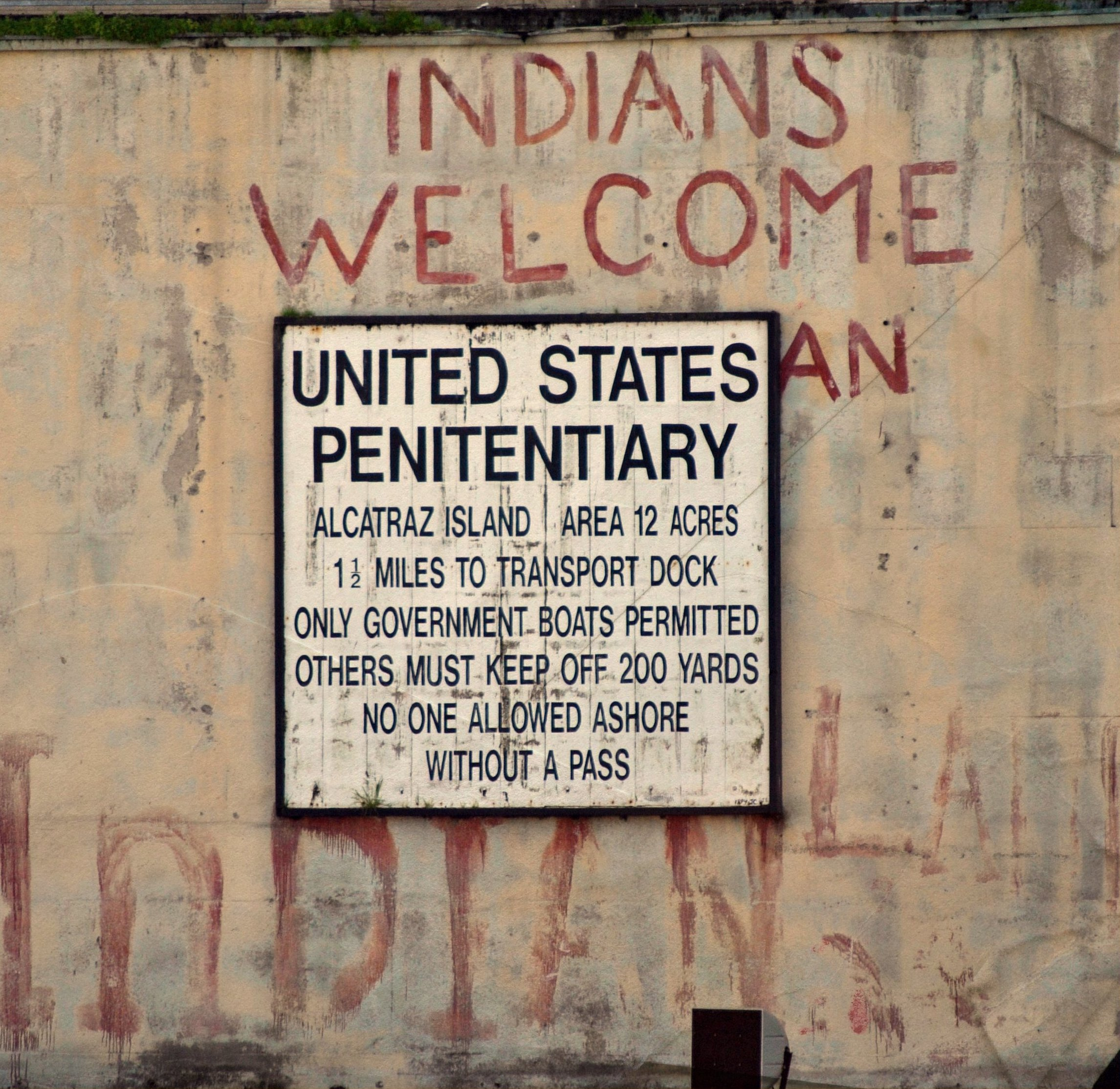
La isla fue ocupada por nativos americanos de 1969 a 1971. «Nosotros, estadounidenses indígenas, reclamamos la tierra llamada isla de Alcatraz, en nombre de todos los nativos estadounidenses, por derecho de descubrimiento». Proclama del 20 de noviembre de 1969.

A partir del 20 de noviembre de 1969 un grupo de nativos americanos de diferentes tribus —muchos nativos americanos se trasladaron al Área de la Bahía de San Francisco bajo la Indian Reorganization Act de 1934— ocuparon la isla y reclamaron un centro de educación, un centro de ecología, centro espiritual, un museo y una escuela india. Según los ocupantes, el Tratado de Fort Laramie (1868) entre los Estados Unidos y los sioux devolvía a los nativos americanos todas las tierras retiradas, abandonadas o fuera de uso de las cuales fueron adquiridas.
Durante los 18 meses de ocupación, varios edificios fueron dañados o destruidos por los incendios, incluidos el patio de recreo, las casas cuarteles de la Guardia Costera y la casa del alcaide. Los orígenes de los incendios son desconocidos. Otros edificios fueron destruidos por el Gobierno de los Estados Unidos después de que la ocupación finalizara. Los grafitis del período de ocupación de los nativos americanos todavía son visibles en muchos lugares de la isla.
Durante la ocupación, la terminación de la política india, diseñada para poner fin al reconocimiento federal de las tribus, fue revocada por el presidente Richard Nixon, y se estableció la nueva política de la autodeterminación, en parte como resultado de la publicidad y conciencia creada por los ocupantes. La ocupación terminó el 11 de junio de 1971.

## Galería de fotos

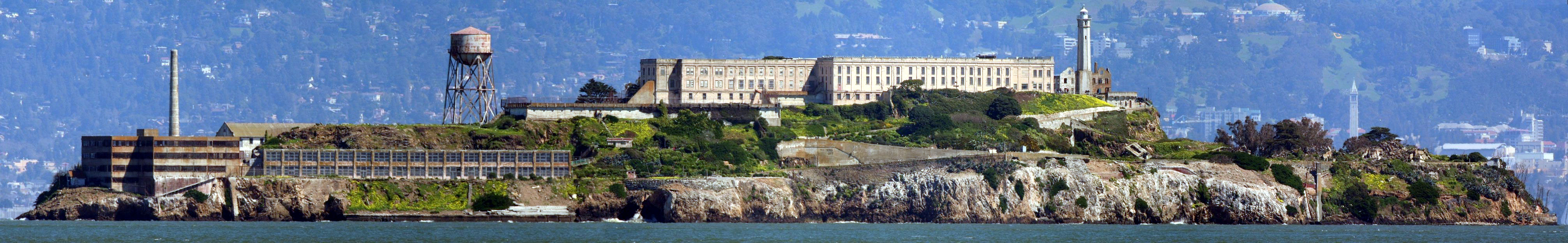
Panorama de Alcatraz desde la bahía de San Francisco.
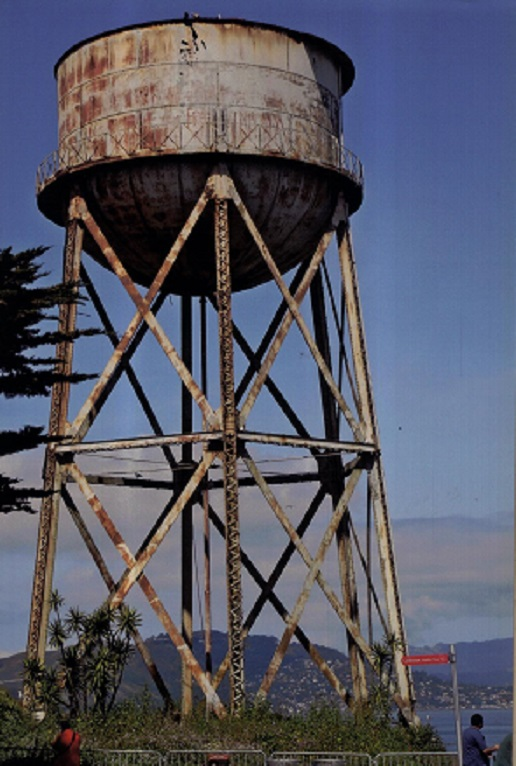
La torre de agua construida en 1940.
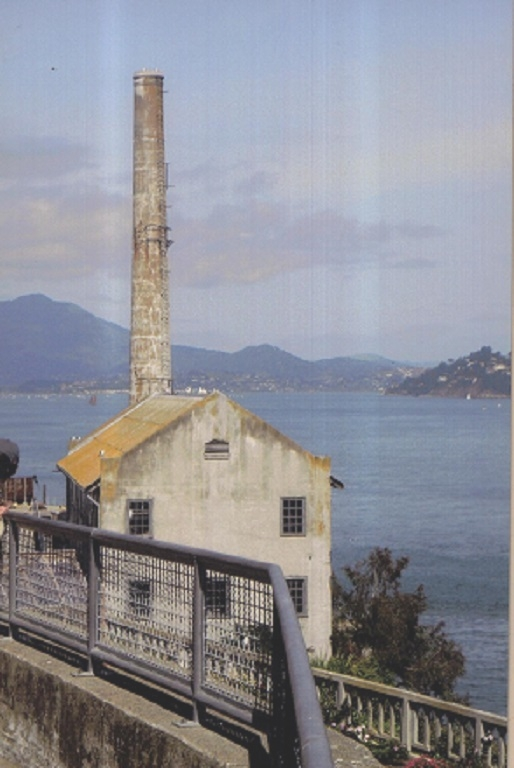
Almacén y chimenea de la planta generadora, levantados en 1939.
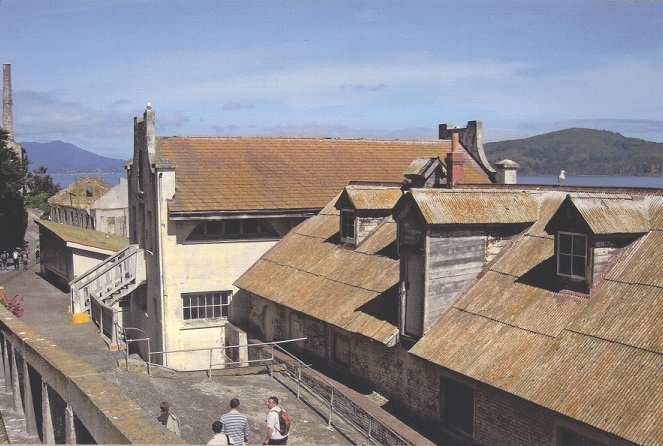
Escuela y taller de electricidad.
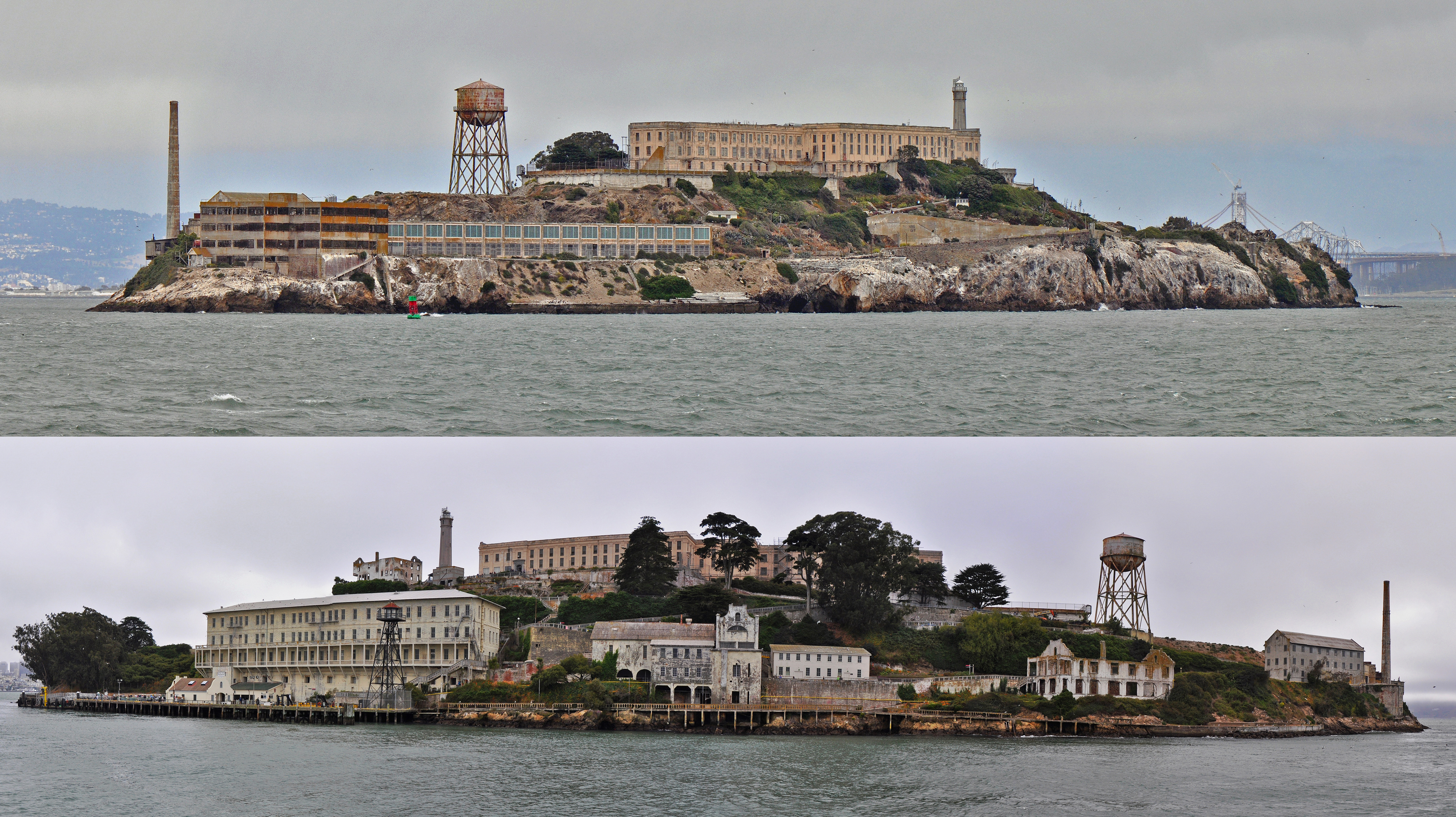
Vistas de ambos lados de la isla.
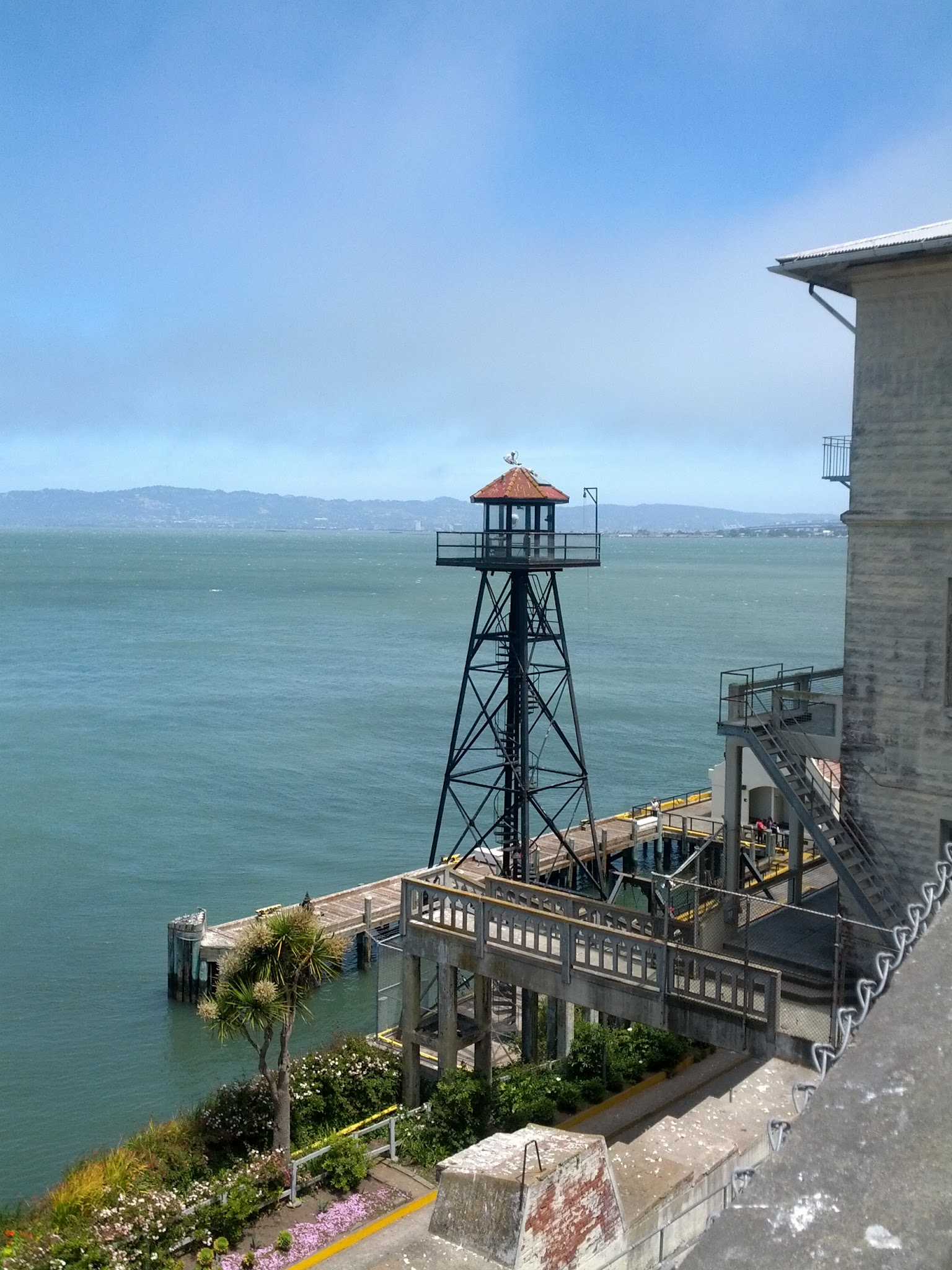
Torre de los guardias del puerto de Alcatraz.
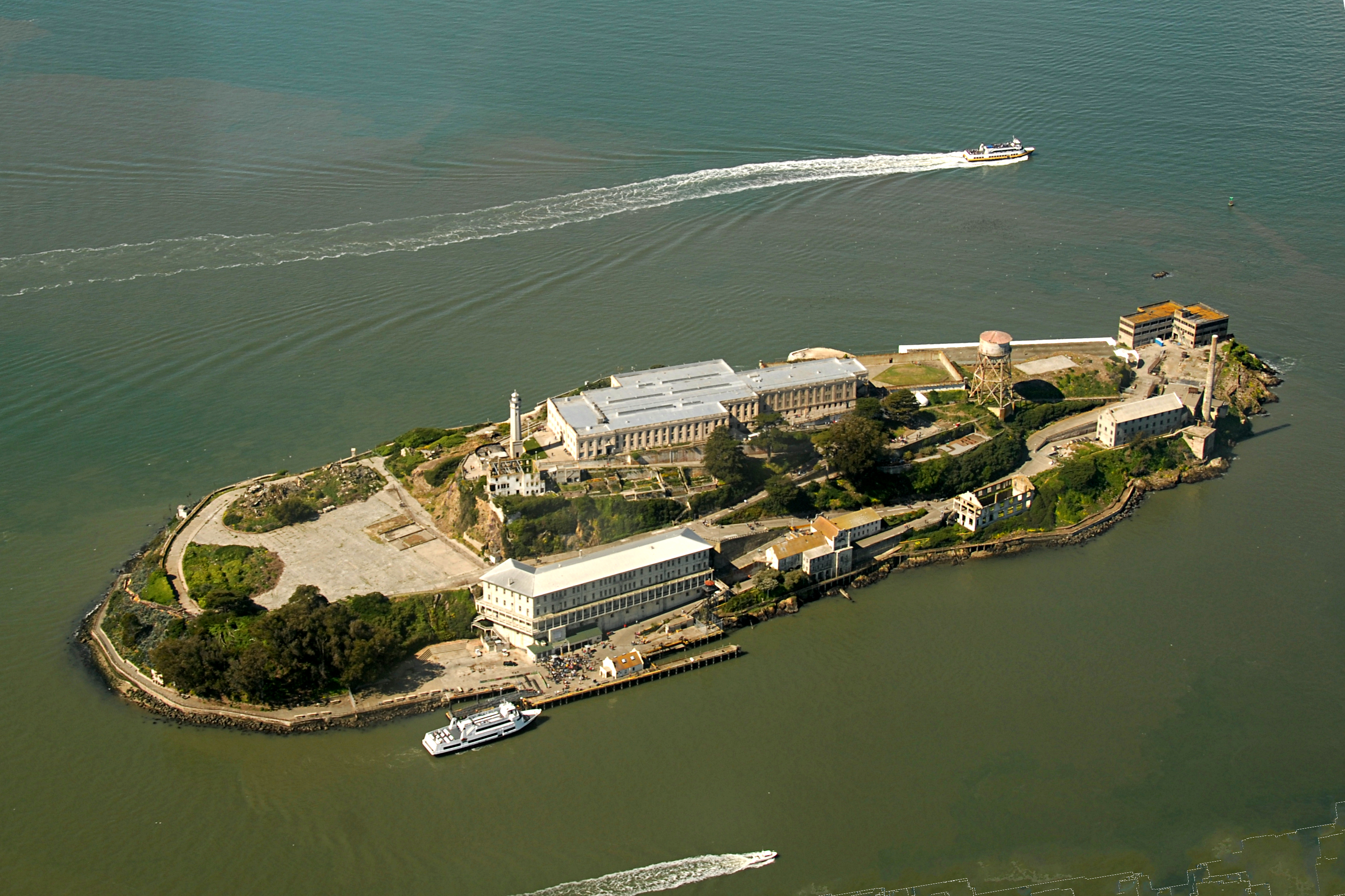
Vista aérea desde el oeste, tomada desde unos 500 m de altitud.
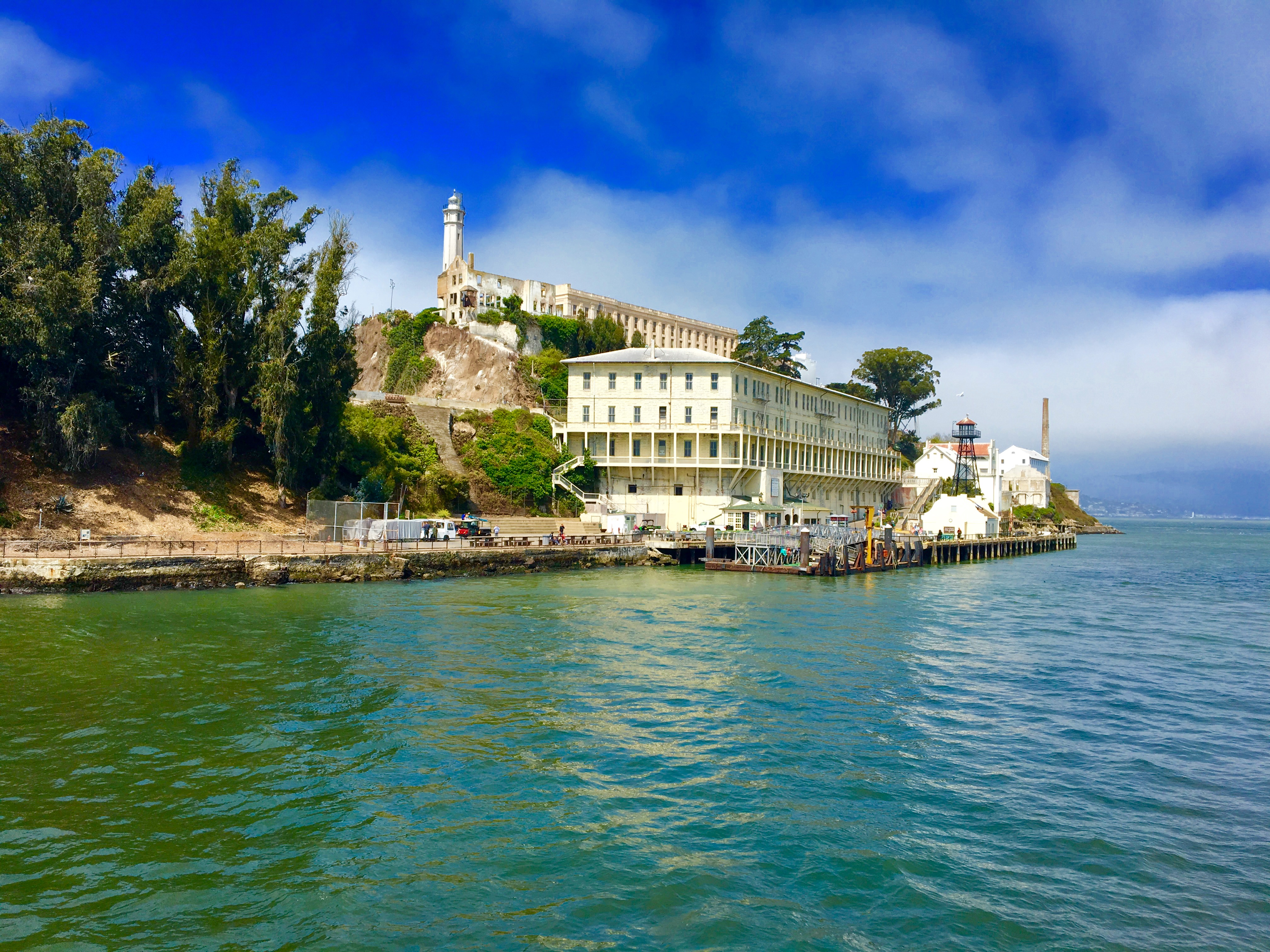
Alcatraz vista desde un barco turístico.